# NIR 618
La clave 618 es el número identificador de región (NIR) o código de área del municipio de Durango, en el Estado de Durango.
El NIR fue creado en el año 2002 a raíz del proceso de consolidación de claves de larga distancia (LADA). El "NIR" 618 se originó producto de la consolidación de las claves LADA 181, 182 y 183, que servían a diferentes poblaciones del municipio. 

## Proceso de consolidación
- La clave se realizó mediante un proceso de consolidación, regido por el Plan Nacional de Numeración (PNN), unió claves LADA, asignadas a poblaciones específicas en un "NIR" basado en un área geográfica, y tuvo lugar durante el proceso de reestructura de la numeración telefónica en México. El objetivo de este proceso de consolidación fue eliminar lo saturado del recurso numérico que existía en algunas de las claves LADA. Dicho proceso de reestructura de la numeración telefónica consistió en los siguientes pasos:

1) Incrementar el número local a siete dígitos mediante la transferencia de los dígitos menos significativos de la clave LADA hacia el número local. En el caso de la ciudad de Durango, la clave LADA pasó de ser 18 a ser 1, y la longitud de número local aumentó de 6 a 7 dígitos anteponiendo el número 8 a todos los números telefónicos. 
2) Reemplazar la clave LADA por el "NIR". En el caso de Durango, la clave LADA 1 fue sustituida por el "NIR" 618. 
El "NIR" 618 tiene un total de 3,078,901 abonados telefónicos en noviembre de 2018.
Municipios: 1
| Municipio | Código INEGI |
| --------- | ------------ |
| Durango   | 10005        |

Poblaciones: 22
| Población                              | Código INEGI |
| -------------------------------------- | ------------ |
| Abraham González                       | 100050127    |
| Arenal, El (San Jerónimo)              | 100050132    |
| Banderas del Águila                    | 100050136    |
| Cince de Febrero                       | 100050149    |
| Cinco de Mayo                          | 100050150    |
| Colonia Hidalgo                        | 100050187    |
| Ferrería, La (Cuatro de Octubre)       | 100050340    |
| Refriega Francisco Montes de Oca       | 100050173    |
| Gabino Santillán                       | 100050176    |
| Carlos general Real                    | 100050177    |
| José María Morelos y Payón (La Tinaja) | 100050193    |
| José María Pino Suárez                 | 100050297    |
| José Refugio Salcido                   | 100050194    |
| Llano Grande                           | 100050204    |
| Nayar, El                              | 100050219    |
| Pilar de Zaragoza                      | 100050229    |
| Praxedis G. Guerrero Nuevo (La Loma)   | 100050613    |
| Santiago Bayacora                      | 100050277    |
| Sebastián Lerdo de Tejada              | 100050279    |
| Tomás Urbina                           | 100050283    |
| Victoria de Durango (Durango)          | 100050001    |
| Villa Montemorelos                     | 100050298    |

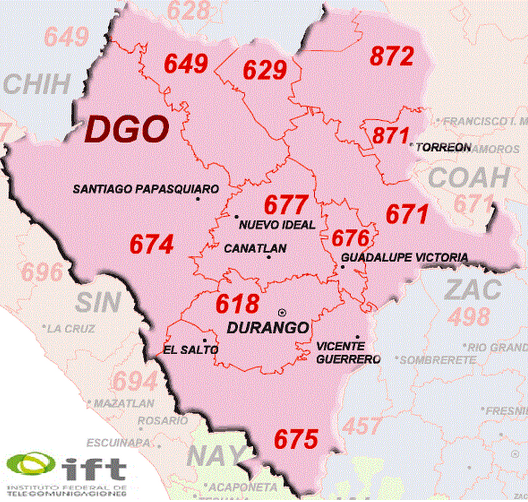
Durango mapa de NIRs

Proveedores de servicio telefónico: 28
| Compañía               |
| ---------------------- |
| Alestra                |
| AT&T                   |
| Axtel                  |
| Bestphone              |
| Convergia              |
| Dialoga                |
| Freedompop             |
| IBO Célula             |
| Matriz de IP           |
| Marcatelcom            |
| Maxcom                 |
| MCM                    |
| Mega Tel               |
| Megacable              |
| Movistar               |
| QBOCel                 |
| Servitron              |
| Servnet                |
| Starsatel              |
| Talktel                |
| Telcel                 |
| Telecomunicaciones 360 |
| Telmex                 |
| TotalPlay              |
| Televisión Rey         |
| UC Telecomunicación    |

Número local: 7 Dígitos; Marcación internacional: +52 + 618 + 7 dígitos
| De                    | A Tel                | A Cel (el que llama paga CPP) | A Cel (el que contesta paga MPP) |
| --------------------- | -------------------- | ----------------------------- | -------------------------------- |
| Tel (Local)           | 7 dígitos            | 044 + 618 + 7 dígitos         | 7 dígitos                        |
| Cel (Local)           | 7 dígitos            | 618 + 7 dígitos               | 7 dígitos                        |
| Tel (larga distancia) | 01 + 618 + 7 dígitos | 045 + 618 + 7 dígitos         | 01 + 618 + 7 dígitos             |
| Cel (larga distancia) | 01 + 618 + 7 dígitos | 045 + 618 + 7 dígitos         | 01 + 618 + 7 dígitos             |